# تشارلز دبليو. جونز
تشارلز دبليو. جونز (بالإنجليزية: Charles W. Jones)‏ هو محامي وسياسي أمريكي، ولد في 24 ديسمبر 1834 في جمهورية أيرلندا، وتوفي في 11 أكتوبر 1897 في ديربورن في الولايات المتحدة. حزبياً، نشط في الحزب الديمقراطي. وقد انتخب عضو مجلس نواب فلوريدا وانتخب عضو مجلس الشيوخ الأمريكي.